# 647
Cette page concerne l'année 647  du calendrier julien. Pour l'année 647 av. J.-C., voir 647 av. J.-C. Pour le nombre 647, voir 647 (nombre).
L'année 647 est une année commune qui commence un lundi.

## Événements
- Le condottière turc au service de la Chine A-che-na Chö-eul détruit la cavalerie du roi Haripouchpa de Koutcha dans le Tarim et prend la ville où il coupe 11 000 têtes[1]. Un gouvernement militaire chinois est établi, renommé protectorat d'Anbei en 669[2].
- Une ambassade chinoise est envoyée par l'empereur Tang Taizong au Magadha, en Inde du nord avec pour mission de s'informer sur la culture de la canne à sucre et les techniques de fabrication du sucre[3].

- À la mort de Harsha, roi de Kanauj (Inde), sans héritiers, son Empire se désagrège. L’histoire des dynasties qui lui succèdent est celle d’un état de guerre permanent entre souverains rivaux[4].

- Le gouverneur arabe de Syrie Mu'awiyya ravage la Cappadoce tandis qu'un de ses lieutenants entre en Arménie et détruit la forteresse de Dvin. Il rapporte un énorme butin à Damas[5].
- Raid d’Abd Allah ibn Sa'd en Ifriqiya. Après un premier succès en Tunisie, les Byzantins sont battus à Akouba devant Sufetula (Sbeïtla). L’exarque de Carthage Grégoire, qui a fait sécession, est tué[5].

- Le titre de primat accordé à l'archevêque de Tolède apparait pour la première fois dans une lettre de Braulio, évêque de Saragosse[6].

## Décès en 647
- Harsha, souverain indien, roi de Kanauj, maître d'un empire comparable à celui des Guptas.